# 고체 세들로스키
고체 세들로스키(마케도니아어: Гоце Седлоски, 1974년 4월 10일 ~ )는 마케도니아 공화국의 현직 축구 감독 겸 전직 축구 선수로 현역 시절 포지션은 수비수였으며 현재 오스트리아 분데스리가의 클럽 SV 마터스부르크(SV Mattersburg)의 코치를 맡고 있다.

## 선수 시절

### 클럽
세들로스키는 1994년 FK 포베다에서 선수 생활을 시작해 두 시즌을 보내고 크로아티아 1.HNL의 하이두크 스플리트로 이적하였다. 시즌 중반 이후 잉글랜드 프리미어리그의 클럽 셰필드 웬즈데이로 이적했으며, 1999년 1월 디나모 자그레브와 계약을 체결하고 2년 반 뒤에 크로아티아로 돌아왔다. 2004년 6월까지 디나모 자그레브에서 뛰고, 일본 J리그의 클럽 베갈타 센다이로 자리를 옮겼으며, 한 시즌 반을 보내고 2005년 1월 디나모 자그레브로 돌아왔다. 2005년 7월 터키 쉬페르 리그의 클럽 디야르바키르스포르 (Diyarbakirspor) 와 계약을 맺었으며 한 시즌을 보내고 2006년 오스트리아 분데스리가의 SV 마터스부르크와 2년 계약을 맺었다.

### 국가대표팀
마케도니아 공화국 축구 국가대표팀에는 1996년 데뷔하였으며 100경기에서 8골을 기록하면서 북마케도니아 선수로는 최초로 센추리클럽에 가입했다. 2006년 8월 16일 에스토니아와의 UEFA 유로 2008 예선에서 득점을 기록하며 1-0의 승리를 이끌었다. 그 후 2010년 대표팀에서 은퇴했고 2011년 현역 은퇴했다.

## 같이 보기
- A매치 100경기 이상 출전한 축구 선수 명단